# Дитики Ахеја
Дитики Ахеја (грч. Δυτική Αχαΐα) општина је у Грчкој. По подацима из 2011. године број становника у општини је био 25.916.

## Становништво
| 2011.  |
| ------ |
| 25,916 |